# Hypselodoris iacula
Hypselodoris iacula Gosliner & R.F. Johnson, 1999 è un mollusco nudibranchio della famiglia Chromodorididae.

## Distribuzione e habitat
Specie presente in Indonesia, Filippine, Thailandia.